# Artevisión
La estación televisiva privada fue creada por el ingeniero Guillermo Moya Peña, quien era el gerente general de la estación. Durante su existencia, Artevisión tuvo tres directores, siendo el primero de ellos Carlos Contreras, el que tuvo la misión de iniciar las transmisiones del mismo, por lo que tuvo que sortear las dificultades propias de la marcha blanca. Tras la partida de Contreras, el conocido productor Leo García encabezó el canal, pero debió dejar su cargo debido a  problemas de tiempo. Finalmente el proyecto televisivo Artevisión fue dirigido por Víctor Herrera Valera, quien logró consolidar una parrilla programática atractiva, lo que redundó en captar mayor sintonía, manteniéndose en el cargo hasta el término del canal.
Artevisión fue un canal de televisión abierta chileno, de índole cultural, que se mantuvo al aire entre 2007 y 2008. Fue el primer canal abierto chileno en dedicarse a la difusión artística. 
Se emitió en la frecuencia 57 de la banda UHF en las ciudades de Valparaíso, Viña del Mar, Concón, Quilpué y Villa Alemana. El canal también contaba con repetidoras; Canal 35 de Concepción y Canal 21 de Temuco y Padre Las Casas.

## Historia
Artevisión inició sus transmisiones en enero de 2007, a través de un proceso de marcha blanca. Su programación por aquel entonces, se basaba fundamentalmente en dar a conocer su propuesta programática.
En abril de 2007, Artevisión comenzó a transmitir de manera regular, incorporando producciones propias a su programación; entre ellas se encontraban: Entre Amigos (conducido por Carlos "Superocho" Alarcón), entrevistas políticas  "Sin Restricción" (conducido por Claudio Bustamante), el programa juvenil veraniego Tira la Toalla (conducido por Begoña Pérez), entrevistas a personajes regionales Personajes y 24 cuadros X segundo (ambos conducidos por Víctor Herrera Valera). También se exhibían programas para infantiles producidos por (Novasur). También se incluyó una interesante propuesta para adolescentes y jóvenes con segmentos de música y conciertos. Mención aparte merece el noticiero central "Mirada Regional", conducido por la periodista Catalina Knop, el cual logró, en pocos meses, consolidarse en el ámbito regional.
En noviembre de 2007, Artevisión inicia una nueva etapa. Tras la creación de su departamento comercial, se incorporan personas ligadas al ámbito de la televisión regional, con vasta experiencia en el medio y se consolida la parrilla definitiva. Consiguientemente, Artevisión comenzó a exhibir quince horas de programación diaria, iniciando a las 12:30 de la tarde, y cerrando a las 3:30 de la madrugada. A partir de diciembre de 2007, Artevisión comienza a transmitir las 24 horas del día.
En enero de 2008, Artevisión firmó un acuerdo con LIV TV (Canal 54 de Santiago), para la exhibición de nuevos contenidos, destacando el programa "Santiago en Picadas".
Artevisión cerró sus transmisiones el 20 de mayo de 2008, tras concretarse su venta a una agrupación evangélica. En agosto, Telecanal adquirió las antiguas frecuencias de Artevisión que cubrían el Gran Valparaíso (Canal 57), Concepción (Canal 35), y Temuco (Canal 21), y se convirtió en el único canal de cobertura nacional en transmitir en la banda UHF. En octubre de 2011, las frecuencias fueron vendidas a Más Visión (entonces propiedad de Copesa). Originalmente iban a sustentar el proyecto televisivo 3TV, pero luego de múltiples aplazamientos, este se canceló. Posteriormente, en 2016, Copesa vendió las frecuencias 35 de Concepción y 21 de Temuco a CNC Medios y  57 de Valparaíso a la Sociedad Publieventos (propietaria de Radio Carnaval).

## Programación
- Tira la Toalla (Juvenil)
- 24 cuadros X segundo[5] (Cinéfilos)
- El Rockerío (Música)
- Top Retro (Música)
- Sin Restricción (Político)
- Mirada Regional (Noticias)
- Conciertos (Música en vivo)
- Cine clásico (Familiar)
- Cortos de Escuela (Adolescentes)
- Entre Amigos (Familiar)
- Personajes (Entrevistas)